# Manhattan School of Music
 (juillet 2024).
Si vous disposez d'ouvrages ou d'articles de référence ou si vous connaissez des sites web de qualité traitant du thème abordé ici, merci de compléter l'article en donnant les références utiles à sa vérifiabilité et en les liant à la section « Notes et références ».
La Manhattan School of Music est un conservatoire de musique américain, situé sur l'île de Manhattan à New York. L'établissement a été fondé en 1917.

## Professeurs notables
- Pierre Charvet
- Paul Cohen
- Midori Goto
- Thomas Hampson
- Stefon Harris
- David Krakauer
- Joe Locke
- Dave Liebman
- Catherine Malfitano
- Bob Mintzer
- Jason Moran
- Pinchas Zukerman

## Élèves notables
- Mike Abene
- Ambrose Akinmusire
- Franck Amsallem
- Robert Ashley
- Angelo Badalamenti
- Angela Bofill
- Linda Bouchard
- Donald Byrd
- Ron Carter
- Pierre Charvet
- Paul Cohen
- Harry Connick Jr.
- Anton Coppola
- John Corigliano
- Jeanine De Bique
- Alondra de la Parra
- Salvatore Di Vittorio
- Lukasz Gottwald
- Ezio Flagello
- Elliot Goldenthal
- Susan Graham
- Dave Grusin
- Page Hamilton
- Herbie Hancock
- Shuler Hensley
- Stefon Harris
- Margaret Hillis
- Rupert Holmes
- Paul Horn
- Richard Hyung-ki Joo
- Aaron Jay Kernis
- Yusef Lateef
- Jihye Lee
- John Lewis
- Catherine Malfitano
- Herbie Mann
- Nellie McKay
- Ann-Estelle Médouze
- Lucia Micarelli
- Jane Monheit
- Jason Moran
- Walter Murphy
- Leo Pellegrino
- Tobias Picker
- Chris Potter
- Max Roach
- Don Sebesky
- Dawn Upshaw
- Joe Wilder
- Carol Williams
- Rich Williams
- Phil Woods
- Miguel Zenón